# José Ricardo da Silva
China, właśc. José Ricardo da Silva (ur. 11 września 1939 w Fortalezie, zm. pod koniec XX w Rapallo) – piłkarz brazylijski, występujący na pozycji napastnika.

## Kariera klubowa
Piłkarską karierę China rozpoczął w Botafogo FR w 1959 roku. Z Botafogo dwukrotnie zdobył mistrzostwo stanu Rio de Janeiro – Campeonato Carioca w 1961 i 1962 oraz wygrał Torneio Rio-São Paulo w 1962 roku.
W 1962 roku wyjechał do Europy do włoskiej Sampdorii. W klubie z Genui grał przez 3 lata i strzelił w tym czasie 30 bramek w 75 meczach. Kolejne trzy lata we Włoszech było mniej udane, gdy China był zawodnikiem Romy, Vicenzy i Mantovy. W 1969 roku powrócił do Brazylii do Bangu AC, w którym zakończył karierę w 1970 roku.

## Kariera reprezentacyjna
W 1960 roku China uczestniczył w Igrzyskach Olimpijskich w Rzymie. Na turnieju China wystąpił w dwóch trzech meczach grupowych reprezentacji Brazylii z Wielką Brytanią (2 bramki) i Włochami.
Rok wcześniej, w 1959 roku uczestniczył w Igrzyskach Panamerykańskich,, na których Brazylia zajęła drugie miejsce.